# キム・ジュンソン
キム・ジュンソン（김준성、Jun Sung Kim、1975年10月4日 - ）は、韓国人俳優。
マイケル・カン監督の「ウェスト32番街」（2007年）に準主役として登場している。

## 経歴
キム・ジュンソンは香港に生まれ、アメリカ合衆国で育ったため、英語・韓国語・中国語が堪能である。
彼は米ウェイク・フォレスト大学において哲学・経済学を専攻し、俳優になる前には香港のファンドマネージャーとして働いていた。2001年に韓国で「ロッキー・ホラーショー」に出演して以来、俳優への道を歩み始めた。
2007年に「ウェスト32番街」でアメリカデビューしたのち、数々の映画に出演している。
現在は韓国を中心に活動している。